# Luis Brethauer
Luis Brethauer (* 14. September 1992 in Aschaffenburg) ist ein deutscher Radsportler in der Disziplin BMX.

## Leben
Luis Brethauer ist Sportsoldat und lebt in Berlin/Cottbus. Er gehört dem BMX Team Cottbus an und startet für das German BMX National Team. Mit seinem Sport begann er 2000. Seine erste internationale Meisterschaft bestritt er bei den Europameisterschaften 2003 in Klatovy, wo er Dritter wurde. Bei den deutschen Meisterschaften 2010 wurde er Vizemeister. 2011 belegte Brethauer in seinem ersten Elite Jahr den zehnten Rang in der Europawertung, bei den Europameisterschaften in Haaksbergen wurde er Zehnter, bei den Weltmeisterschaften in Kopenhagen schied er durch einen Sturz aus.
2012 gewann er seinen ersten nationalen Titel. Bei den Weltmeisterschaften 2012 in Birmingham wurde er 49., bei dem Finallauf der Europameisterschaften in Orléans erreichte er im Finale den 6. Platz. Zu seinen größten internationalen Erfolgen im Weltcup (Supercross) 2012 gehören der 6. Platz im Super Time Trial in Papendal und der 12. Platz im Super Time Trial in Randaberg. Mit seinem Teamkameraden Maik Baier war Brethauer bei den Olympischen Sommerspielen 2012 in London erster deutscher Olympiateilnehmer im BMX-Radsport überhaupt, beide schieden dort im Viertelfinale aus.
Seinen größten Erfolg konnte Brethauer bei den BMX-Weltmeisterschaften 2013 in Auckland verzeichnen. Er erreichte dort das Finale und gewann die Bronzemedaille, nachdem er sich dem Briten Liam Phillips und dem Neuseeländer Marc Willers geschlagen geben musste. 2015 hat Brethauer das Halbfinale bei den Europaspielen erreicht.
Im Juli 2016 hat Brethauer seinen siebten Deutschen Meistertitel seiner Karriere gewonnen. Bei den Olympischen Spielen 2016 in Rio de Janeiro schied er nach einem Sturz im Halbfinale aus.